# Ben Sasse
Benjamin Eric Sasse, detto Ben (Plainview, 22 febbraio 1972), è un politico statunitense, senatore per lo stato del Nebraska dal 2015 al 2023.

## Biografia
Nato e cresciuto nel Nebraska, dopo la laurea ad Harvard Sasse venne assunto come consulente di management dal Boston Consulting Group.
Negli anni successivi fu consigliere del deputato Jeff Fortenberry e lavorò presso il Dipartimento di Giustizia, il Dipartimento della Sicurezza Interna e infine venne nominato da George W. Bush come assistente del Segretario della Salute e dei Servizi Umani. Dopo la fine dell'amministrazione Bush nel 2009, Sasse venne nominato rettore della Midland University, un ateneo privato.
Entrato in politica con il Partito Repubblicano, nel 2014 si candidò al Senato per il seggio lasciato vacante dal compagno di partito Mike Johanns. Sasse vinse delle primarie molto combattute e successivamente vinse ampiamente sull'avversario democratico, venendo eletto senatore.
Nelle elezioni del 2020 viene eletto per un secondo mandato come Senatore degli Stati Uniti. A febbraio 2021 ottiene visibilità il suo commento (diffuso tramite i social) a margine della mozione di censura irrogatagli dal comitato del Partito Repubblicano del Nebraska per le critiche mosse a Donald Trump in merito all’assalto al Campidoglio, perpetrato da sostenitori del presidente uscente nel tentativo di impedire la convalida dell'elezione di Joe Biden. Sasse ribadisce la propria autonomia in quanto Senatore eletto dai cittadini del Nebraska, il suo rispetto della Costituzione e la fedeltà ai valori conservatori, rifiutando però di ascrivervi cose come il culto della personalità, la diffusione di teorie del complotto (ivi comprese quelle su supposti brogli elettorali) e la trasformazione della politica in una religione.
Si dimette l'8 gennaio 2023 per prendere il posto di Kent Fuchs nel ruolo di presidente dell'Università della Florida, entrando in carica il successivo 6 febbraio. Nel luglio 2024 si dimette improvvisamente dalla carica a seguito dei problemi di salute di cui soffriva la moglie. È stato in seguito rivelato che Sasse aveva speso una somma insolita di denaro nel periodo della sua presidenza, gran parte della quale è andata a lucrosi contratti di consulenza e posizioni remote ben pagate per i suoi ex dipendenti e alleati del suo partito.